# Commando Squad
Commando Squad to amerykański film fabularny z 1987 roku, wyreżyserowany przez Freda Olena Raya. Jest to niskobudżetowy projekt niezależny. W Polsce w latach dziewięćdziesiątych film dystrybuowany był przez Imperial Entertainment pod tytułem Oddział Commando; lektorem był Marek Gajewski.

## Fabuła
Agent federalny Morgan Denny zostaje renegatem i wikła się w dilerkę narkotyków na terenie Meksyku. Misja zniweczenia jego pracy kończy się dla komandosa Clinta Jensena klęską, gdy zostaje on schwytany i jest poddany brutalnym torturom. Z planem odbicia żołnierza oraz powstrzymania przemytniczego interesu Denny’ego rusza do Meksyku była partnerka Jensena, policjantka wydziału narkotykowego Kat Withers.

## Obsada
- Brian Thompson − Clint Jensen
- William Smith − Morgan Denny
- Kathy Shower − Kat Withers
- Sid Haig − Iggy
- Robert Quarry − Milo
- Mel Welles − Quintano
- Marie Windsor − Casey
- Fred Olen Ray i Michael Sonye − role nieuwzględnione w czołówce

## Realizacja filmu i wydanie filmu
Film, jako produkcja klasy „B”, produkowany był niskim budżetem. Zdjęcia ruszyły wrześniem 1986 w Kalifornii. Za lokacje zdjęciowe posłużyły: Bronson Caves w parku miejskim Griffith Park, elektrownia Castaic Power Plant nad jeziorem Castaic, Vasquez Rocks Natural Area Park, miejscowość Santa Clarita oraz ranczo filmowe Paramount Ranch w paśmie górskim Santa Monica. W ostatniej lokacji nagrano sceny rozgrywające się w fikcyjnej meksykańskiej wiosce barona narkotykowego.
Organizacja Motion Picture Association of America (MPAA) przyznała filmowi kategorię wiekową „R” (restricted; osoby poniżej 17. roku życia mogą oglądać film jedynie z rodzicem lub pełnoletnim opiekunem). Premiera filmu w USA miała miejsce w czerwcu 1987 roku, kiedy to Commando Squad wydało Trans World Entertainment (TWE). W wielu regionach świata, w tym w Polsce, projekt opublikowany został na rynku video.